# Bogdan (gemeente)
Bohdan (Oekraïens: Богданська сільська громада, Hongaars: Tiszabogdány) is een gemeente in de Oekraïense oblast Transkarpatië in het rajon Rachiv en telt 12.170 inwoners (2001).
De hoogste berg van Oekraïne ligt in de gemeente, de Hoverla nabij de gelijknamige plaats. Het dorp Hoverla is tevens het meest oostelijk gelegen dorp in de oblast Transkarpatië

## Plaatsen in de gemeente
De gemeente bestaat uit 6 plaatsen:
- Bogdan (Tiszabogdány) 4 464 inwoners (104 Hongaren)
- Breboja (Bértelek) 710 inwoners
- Vydrytsjka (Vidráspatak) 2336 inwoners
- Loegy (Láposmező) 1385 inwoners
- Hoverla (Hoverla) 380 inwoners
- Roztoky (Nyilas) 2895 inwoners